# 徐畈村 (桐庐县)
徐畈村为位于中国浙江省杭州市桐庐县江南镇的一个徐姓、申屠姓和朱姓聚居村落，位于镇区东南部，天子岗北麓，东临应家溪，南北分别接环溪村和深澳村，邻近杭新景高速公路深澳出入口。该村行政区域面积2.4平方公里，有农户400余户，人口约1300人（截至2015年底），现状医疗器械为该村的支柱产业。
相传此处最早为应氏所居，南宋绍定年间徐氏迁居于此，至明代时应氏渐微，徐氏成为村中主姓，村落遂名徐家畈，后称徐畈村。明代正德、景泰年间附近荻浦村申屠仲弘在此做工，娶东家徐谷贤女为妻并安家于村东，成为该村申屠氏始祖，隆庆年间又有富阳高家井村朱世贵来此投靠亲戚，后安家于村西，成为该村朱氏始祖，遂出现今日三个主要姓氏的格局。
村内保存有明清时期的古建筑26幢及多幢民国时期的建筑物，其中含桐庐县文物保护单位1处（馀庆堂，明清）和桐庐县历史建筑5处（徐氏祠堂、朱氏祠堂、申屠氏祠堂、新厅过道楼和香火厅，其中香火厅为明代，其余为清代），多为徽派建筑风格，尤其是保存了三座分属不同姓氏的祠堂。2013年入选第二批中国传统村落，2016年入选第五批浙江省历史文化名村。